# Aeroporto Internacional de Fort Lauderdale-Hollywood

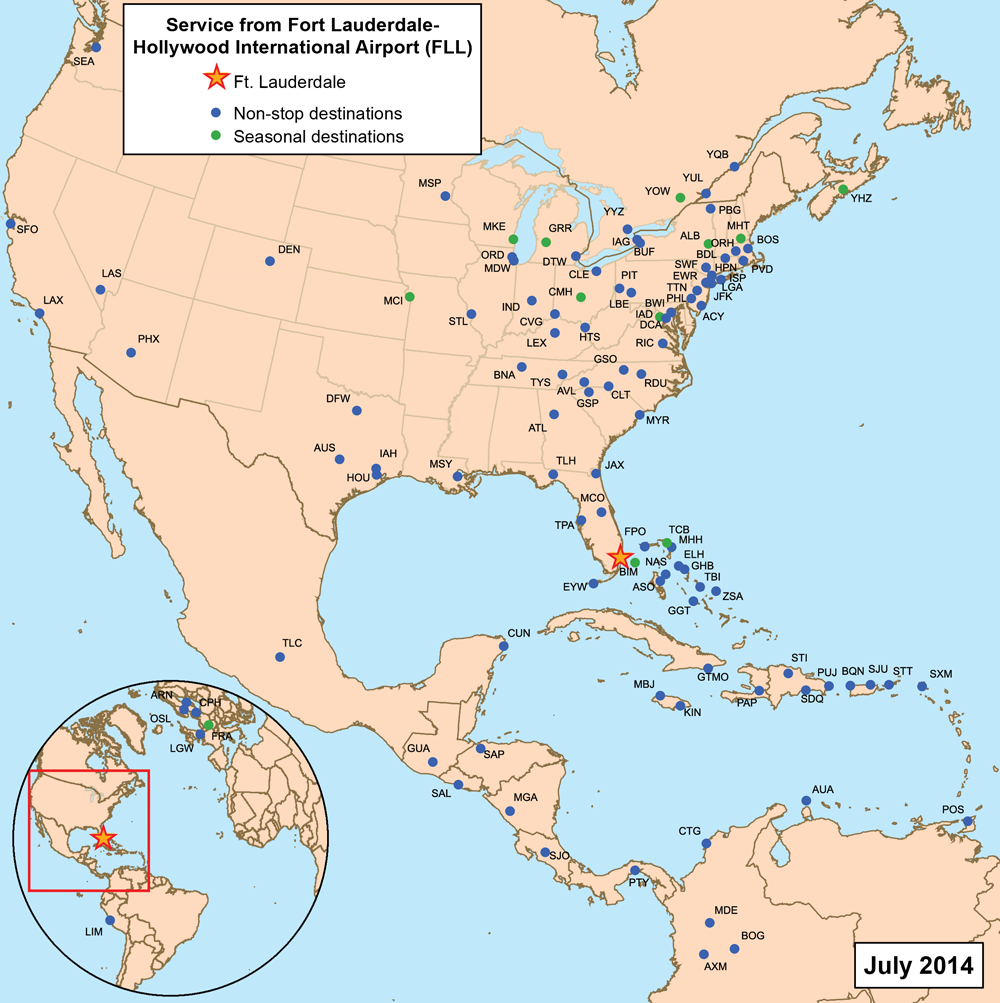
Mapa de rotas do aeroporto

O Aeroporto Internacional de Fort Lauderdale-Hollywood  (em inglês:  Fort Lauderdale – Hollywood International Airport) é um aeroporto internacional localizado em uma área a 5 km do centro da cidade de Fort Lauderdale, na Flórida, Estados Unidos. Está também localizado próximo da cidade de Hollywood e a 33 km ao norte de Miami.
Em 2010 o aeroporto recebeu 22 412 627 passageiros, um aumento de 6,4% em relação a 2009. Está entre os 50 mais movimentados aeroportos do mundo.  De Janeiro a Dezembro de 2010, as cinco companhias aéreas  com maior atuação no aeroporto foram: Spirit Airlines com 19,8%; Southwest Airlines com 15,9%; JetBlue Airways com 14,8%; Delta Air Lines (excluindo a sua subsidiaria  Northwest Airlines) com 14,7%; e a US Airways com 7,4%.
O Aeroporto Internacional Fort Lauderdale-Hollywood International Airport serve como umas das principais bases da Allegiant Air, AirTran Airways, e JetBlue Airways. O aeroporto é  hub principal da  Spirit Airlines.A localização do aeroporto próximo aos terminais marítimos de Port Everglades atrai turistas com destino ao Caribe. Desde o final dos anos 90, FLL surgiu como um centro intercontinental,especialmente para as companhias charter, apesar do  Aeroporto Internacional de Miami ser oprincipal operador dos voos de longa distância do sul da Flórida. O aeroporto oferece livre acesso a internet Wi-Fi em seus terminais. A Azul Linhas Aéreas Brasileiras faz voos diretos diários de Fort Lauderdale para o Brasil (Campinas,Recife,Belém,Belo Horizonte).

## Terminais e destinos

### Terminal 1 (TPS1)
- AirTran Airways
  - Atlanta (Aeroporto Internacional de Atlanta Hartsfield-Jackson)
- Allegiant Air
  - Allentown (Aeroporto Internacional Lehigh Valley)
  - Bristol (AeroportovRegional Tri-Cities)
  - Chattanooga (Aeroporto de Chattanooga)
  - Fort Wayne (Aeroporto Internacional de Fort Wayne)
  - Greensboro (Aeroporto Internacional Piedmont Triad)
  - Huntington (Virgínia Ocidental) (Aeroporto Tri-State)
  - Knoxville (Aeroporto McGhee Tyson)
  - Peoria (Aeroporto General Wayne Downing Peoria)
  - Rockford (Aeroporto Internacional Chicago Rockford)
- Frontier Airlines
  - Denver (Aeroporto Internacional de Denver)
- Southwest Airlines
  - Albany (Aeroporto Internacional de Albany)
  - Atlanta (Aeroporto Internacional de Atlanta Hartsfield-Jackson)
  - Austin (Aeroporto Internacional de Austin-Bergstrom)
  - Buffalo (Aeroporto Internacional Buffalo Niagara)
  - Baltimore (Aeroporto Internacional Thurgood Marshall)
  - Chicago (Aeroporto Internacional Chicago Midway)
  - Denver (Aeroporto Internacional de Denver)
  - Houston (Aeroporto William P.Hobby)
  - Islip (Aeroporto Internacional Long Island MacArthur)
  - Jacksonville (Aeroporto Internacional de Jacksonville)
  - Kansas City (Aeroporto Internacional de Kansas City)
  - Las Vegas (Aeroporto Internacional McCarran)
  - Nashville (Aeroporto Internacional de Nashville)
  - Manchester (Nova Hampshire) (Aeroporto Internacional Manchester-Boston)
  - New Orleans (Aeroporto Internacional Louis Armstrong New Orleans)
  - Orlando (Aeroporto Internacional de Orlando)
  - Filadélfia (Aeroporto Internacional da Filadélfia)
  - Raleigh (Aeroporto Internacional Raleigh-Durham)
  - Tampa (Aeroporto Internacional de Tampa)
  - Providence (Aeroporto de T. F. Green)
  - Saint Louis (Aeroporto Internacional Lambert-St. Louis)
- United Airlines
  - Chicago (Aeroporto Internacional O'Hare)
  - Cleveland (Aeroporto Internacional Cleveland Hopkins)
  - Houston (Aeroporto Intercontinental George Bush)
  - Newark (Aeroporto Internacional de Newark)
- Silver Airways
  - Nassau (Aeroporto Internacional Lynden Pindling)
  - Tampa (Aeroporto Internacional de Tampa)
  - Andros Town (Aeroporto Internacionalde Andros Town)
  -  Bimini Island (Aeroporto de South Bimini)
  - Freeport (Aeroporto Internacional Grand Bahama)
  - Governor's Harbour (Aeroporto Internacional Governor's Harbour)
  - Key West (Aeroporto Internacional Key West)
  - Ilha Abaco (Aeroporto internacional Marsh Harbour)
  - Eleuthera (Aeroporto de North Eleuthera)
  - Treasure Cay (Aeroporto de Treasure Cay)

### Terminal 2 (TPS2)
- Air Canada
  - Montreal(Aeroporto Internacional Montréal-Mirabel)
  - Toronto (Aeroporto Internacional Toronto Pearson)
- Delta Air Lines
  - Atlanta (Aeroporto Internacional de Atlanta Hartsfield-Jackson)
  - Cincinnati (Aeroporto Internacional Cincinnati/Northern Kentucky)
  - Detroit(Aeroporto Internacional Detroit Metropolitan Wayne County)
  - Minneapolis (Aeroporto Internacional Minneapolis-Saint Paul)
  - Nova York (Aeroporto Internacional John F. Kennedy)
  - Nova York (Aeroporto de LaGuardia)
  - Salt Lake City (Aeroporto Internacional de Salt Lake City)
  - Tallahassee (Aeroporto Regional de Tallahassee)

### Terminal 3 (TPS3)
- American Airlines
  - Chicago (Aeroporto Internacional O'Hare)
  - Dallas (Aeroporto Internacional de Dallas-Fort Worth)
  - Los Angeles (Aeroporto Internacional de Los Angeles)
  - Porto Príncipe (Aeroporto Internacional Toussaint Louverture)
  - Kingston  (Aeroporto Internacional Norman Manley)
  - San Jose (CR)(Aeroporto Internacional Juan Santamaría)
- Bahamasair
  - Freeport (Aeroporto Internacional Grand Bahama)
  - Nassau (Aeroporto Internacional Lynden Pindling)
- JetBlue Airways
  - Austin (Aeroporto Internacional de Austin-Bergstrom)
  - Barbados (Aeroporto Internacional Grantley Adams)
  - Boston (Aeroporto Internacional Logan)
  - Buffalo (Aeroporto Internacional Buffalo Niagara)
  - Cancún (Aeroporto Internacional de Cancún)
  - Charlotte  (Aeroporto Internacional Charlotte/Douglas)
  - Long Beach (Aeroporto de Long Beach)
  - Nassau (Aeroporto Internacional Lynden Pindling)
  - Santo Domingo (Aeroporto Internacional Las Américas)
  - Nova York (Aeroporto Internacional John F. Kennedy)
  - Nova York (Aeroporto de LaGuardia)
  - Newark (Aeroporto Internacional de Newark)
  - Newburgh (Aeroporto Internacional de Stewart)
  - Oakland (Aeroporto Internacional de Oakland)
  - Richmond (Aeroporto Internacional de Richmond)
  - San Juan (Aeroporto Internacional Luis Muñoz Marin)
  - Washington DC (Aeroporto Internacional Washington Dulles)
  - White Plains (Aeroporto do Condado de Westchester)
- US Airways
  - Charlotte  (Aeroporto Internacional Charlotte/Douglas)
  - Las Vegas  (Aeroporto Internacional McCarran)
  - Filadélfia (Aeroporto Internacional da Filadélfia)
  - Pittsburgh (Aeroporto Internacional de Pittsburgh)
  - Washington D.C(Aeroporto Nacional Ronald Reagan Washington)
- Volaris
  - Toluca (Aeroporto Internacional Lic. Adolfo López Mateos)
- WestJet
  - Montreal(Aeroporto Internacional Montréal-Mirabel)
  - Toronto (Aeroporto Internacional Toronto Pearson)

### Terminal 4 (TPS4)
- Air Transat
  - Montreal(Aeroporto Internacional Montréal-Mirabel)
  - Toronto (Aeroporto Internacional Toronto Pearson)(Sazonal)
  - Quebéc (Aeroporto Internacional Québec City Jean Lesage)
- Avianca
  - Bogotá (Aeroporto Internacional El Dorado)
- Air Jamaica
  - Kingston  (Aeroporto Internacional Norman Manley)
  - Montego Bay (Aeroporto Internacional de Sangster)
- Caribbean Airlines
  - Port of Spain (Aeroporto Internacional de Piarco)
- LAN Colombia
  - Bogotá (Aeroporto Internacional El Dorado)
- Norwegian Air Shuttle
  - Barcelona (Aeroporto Internacional de Barcelona)
  - Copenhaga (Aeroporto de Copenhaga)
  - Londres (Aeroporto de Londres Gatwick)
  - Oslo (Aeroporto de Oslo Gardermoen)
  - Paris (Aeroporto de Paris-Charles de Gaulle)
  - Estocolmo (Aeroporto de Estocolmo-Arlanda)
- Pan Am World Airways Dominicana
  - Santo Domingo (Aeroporto Internacional Las Américas)
- Spirit Airlines
  - Voos Nacionais
    - Aguadilla (Aeroporto Rafael Hernández)
    - Atlanta (Aeroporto Internacional de Atlanta Hartsfield-Jackson)
    - Atlantic City (Aeroporto Internacional de Atlantic City)
    - Boston (Aeroporto Internacional Logan)
    - Oranjestad  (Aeroporto Internacional Rainha Beatriz)
    - Chicago (Aeroporto Internacional O'Hare)
    - Detroit(Aeroporto Internacional Detroit Metropolitan Wayne County)
    - Las Vegas (Aeroporto Internacional McCarran) (Sazonal)
    - Los Angeles (Aeroporto Internacional de Los Angeles)
    - Myrtle Beach (Aeroporto Internacional de Myrtle Beach)
    - Nova York (Aeroporto de LaGuardia)
    - Orlando (Aeroporto Internacional de Orlando)
    - Saint Thomas (Ilhas Virgens Americanas) (Aeroporto Cyril E. King)
    - Tampa (Aeroporto Internacional de Tampa)
    - Washington D.C (Aeroporto Nacional Ronald Reagan Washington)
- Spirit Airlines
  - Voos Internacionais
    - Armênia (Aeroporto Internacional El Edén)
    - Bogotá (Aeroporto Internacional El Dorado)
    - Cartagena (Aeroporto Internacional Rafael Núñez)
    - Medellín (Aeroporto Internacional José María Córdova)
    - Cancún (Aeroporto Internacional de Cancún)
    - Cidade da Guatemala (Aeroporto Internacional La Aurora)
    - Lima (Aeroporto Internacional Jorge Chávez)
    - Manágua (Aeroporto Internacional Augusto C. Sandino)
    - Kingston  (Aeroporto Internacional Norman Manley)
    - Montego Bay (Aeroporto Internacional de Sangster)
    - Nassau (Aeroporto Internacional Lynden Pindling)
    - Cidade do Panamá (Aeroporto Internacional Tocumen)
    - Port of Spain (Aeroporto Internacional de Piarco)
    - Porto Príncipe (Aeroporto Internacional Toussaint Louverture)
    - Punta Cana (Aeroporto Internacional de Punta Cana)
    - Sint Maarten (Aeroporto Internacional Princesa Juliana)
    - San Pedro Sula (Aeroporto Internacional Ramón Villeda Morales)
    - Santiago (República Dominicana) (Aeroporto Internacional del Cibao)
    - Santo Domingo (Aeroporto Internacional Las Américas)
    - San José (CR)(Aeroporto Internacional Juan Santamaría)
- Azul Linhas Aéreas Brasileiras
  - Campinas (Aeroporto Internacional de Viracopos)
  - Belém (Aeroporto Internacional Val De Cans)[4]
  - Recife (Aeroporto Internacional de Recife[5])
  - Belo Horizonte (Aeroporto Internacional de Confins) - Inicia em 16 de dezembro de 2019